# Przemysław Trawa
Przemysław Trawa (ur. 1951) – polski ekonomista. W latach 2007–2009 oraz 2015–2020 prezes zarządu Międzynarodowych Targów Poznańskich.

## Życiorys
Absolwent kierunku Ekonomika i Organizacja Handlu Zagranicznego Akademii Ekonomicznej w Poznaniu. 
Od 1983 roku związany z Międzynarodowymi Targami Poznańskimi. W latach 2007–2009 pełnił funkcję prezesa zarządu. Dwukrotnie obejmował stanowisko wiceprezesa Zarządu MTP (w latach 1996–2007 oraz 2009–2014). Jest również wykładowcą Wyższej Szkoły Bankowej w Poznaniu na studiach podyplomowych z zakresu prawa dewizowego.

## Nagrody i wyróżnienia
- Złoty Krzyż Zasługi (2001)[3]
- Krzyż Kawalerski Orderu Odrodzenia Polski (2011)[4]